# Arsamés
Arsamés (staropersky Aršáma, novopersky ارشام, akkadsky Aršamma, elamsky Iršama) byl syn Achaimenovce Ariaramna (který zemřel kolem roku 590 př. n. l.), a jistou dobu patrně působil jako lokální král v Persidě. Z nápisů v Susách a Persepoli vyplývá, že žil ještě v roce 522 př. n. l., kdy se jeho vnuk Dareios I. stal králem, takže se musel dožít vysokého věku. Jeho jméno ve staroperštině znamená „se silou hrdiny“.
V nápisu z Ektaban, který zcela jistě není autentický, je Arsamés nazýván velkým králem, králem králů a králem v Persii. Další podobné doklady chybějí, nicméně ve prospěch teze, že Arsamés byl (lokálním) králem, svědčí pasáž z Behistunského nápisu, kde král Dareios I. říká: „Osm z mého rodu bylo dříve králi. Já jsem devátý.“ Achaimenovských vladařů před Dareiem bylo prokazatelně sedm (Achaimenés, Teispés, Ariaramnés, Kýros I., Kambýsés I., Kýros II. a Kambýsés II.), takže by Arsamés mohl být osmým. Jeho syn Hystaspés, otec Dareia I., králem určitě nebyl. Snad se Arsamés vzdal svého postavení po nástupu Kýra II., zakladatele perské říše, a předtím vládl souběžně s Kýrovým otcem Kambýsem I.